# Cacus

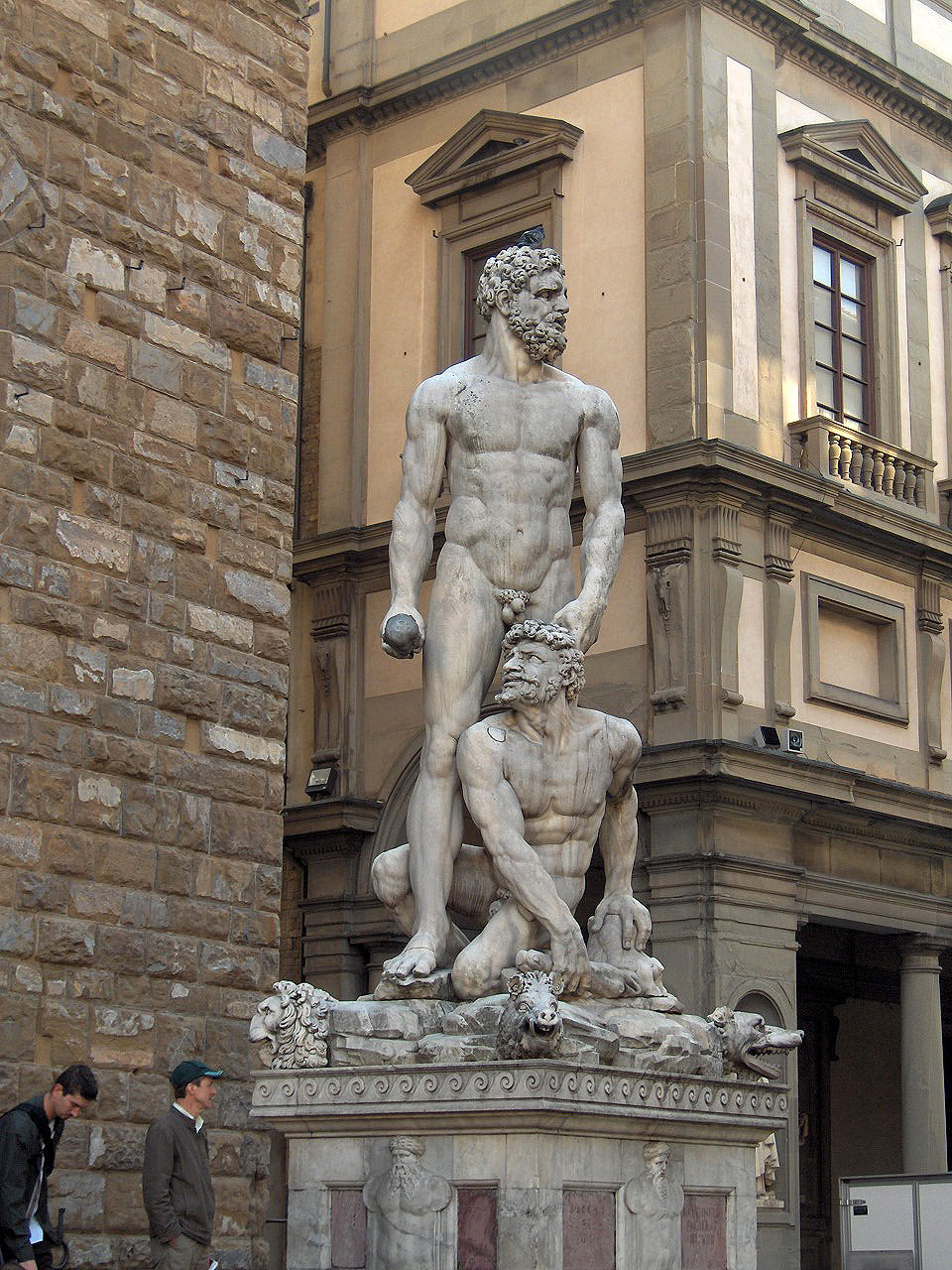
Bartolommeo Bandinelli szoborcsoportja

Cacus (görögösen κακός, Kakosz) három fejű, tüzet okádó isten, Vulcanus és Medusa fia. Alakja a görög mitológia hatására istenből egyszerű halandó óriássá változott. Eredetileg Cacus valószínűleg egy tűzisten volt, Vulcanus méltó fia. Önálló legendáriuma azonban nem maradt fenn, csak a Héraklész-történetek tizedik feladatában tűnik fel.

## Mitológiája
A római Palatinus egyik barlangjában lakott, a bejárathoz vezető utat pedig emberi koponyákkal szegélyezte. Amikor Hercules a barlangja előtt hajtotta el azt a nyájat, amelyet kilencedik munkájaként Geryontól rabolt el, Cacus elfogott néhány tehenet, s farkuknál fogva barlangjába hurcolta őket, hogy a nyomok ne leplezzék le. Az egyik tehén hirtelen elbődült, ekkor a hős megtámadta az óriást, s agyonverte. Cacus neve görögül annyit tesz: rossz, a római mítoszokban Evander ellentéte, akinek görögös névalakja (Euandrosz) „jó férfi” értelmű. Hercules és Cacus tusáját Bartolommeo Bandinelli ábrázolta a firenzei Signoria loggiáján egy kolosszális szoborcsoportban.
Róma városában e mítosz emlékére áll a Győzedelmes Hercules temploma.